# Poderes das Trevas
Poderes das Trevas (em sueco: Mörkrets makter) é uma versão sueca anônima de 1899 do romance de Bram Stoker, Drácula, de 1897, serializado no jornal Dagen e creditado apenas a Bram Stoker e ao ainda não identificado "A—e."
É uma variante ou adaptação ao invés de uma tradução direta, com personagens adicionados, novos elementos de enredo e diferenças significativas em relação ao original. Serviu de base para uma versão islandesa mais curta com o mesmo título no ano seguinte (em islandês:  Makt Myrkranna), que apareceu tanto como um folhetim de jornal quanto como um livro.
Poderes minimiza o vampirismo do romance de Stoker e retrata Drácula principalmente como o chefe de um culto internacional inspirado no darwinismo social, cujo objetivo é a eliminação dos mais fracos e a dominação mundial por uma elite.
Por muito tempo, assumiu-se que se baseava em elementos perdidos ou inéditos do romance de Stoker, como notas preparatórias e rascunhos iniciais, mas pesquisas mais recentes questionam se a tradução é essencialmente uma falsificação contemporânea, realizada sem o conhecimento ou consentimento de Stoker. No século XXI, novas pesquisas acadêmicas e um interesse renovado na variante levaram a várias novas traduções e edições.

## História
Como seu romance original, Poderes das Trevas é uma história de terror gótica sobre um inglês que visita um castelo da Transilvânia para organizar a compra de uma nova propriedade por seu proprietário aristocrático na Inglaterra.

### Diferenças entreDráculaePoderes das Trevas
Aqui o visitante é Thomas, Tom ou Tómas Harker, ao invés de Jonathan, e Drácula se torna Draculitz. A parte inicial da história é semelhante à de Stoker, mas onde o Drácula de Stoker mora sozinho, em Poderes ele divide seu castelo com uma governanta surda-muda e um culto de seguidores semelhantes a macacos. Harker segue a governanta até um "templo" secreto no porão, onde descobre o culto praticando o sacrifício ritual, mas Draculitz não bebe o sangue de suas vítimas femininas; nem ele muda de forma, como no romance original. Em ambas as variantes nórdicas, Harker encontra uma bela loira no castelo, em vez das três irmãs vampiras, ou noivas, do livro de Stoker, e enquanto ele é repelido por elas em Drácula, e aliviado por ser resgatado pela interrupção do conde, em Poderes ele se sente atraído por ela e continua a se encontrar com ela secretamente, desobedecendo às instruções de seu anfitrião.
Assim que chega à Inglaterra, Draculitz aparece frequentemente em público, conversando agradavelmente com Mina (antes chamada de Wilma ou Vilma) e Lucy (chamada de Western em vez de Westenra) no cemitério da igreja em Whitby, visitando Lucy quando ela está doente e hospedando uma grande festa com lista de convidados internacionais no Carfax em Londres; o Drácula de Stoker permaneceu principalmente nas sombras. Em Poderes, Draculitz não ataca Mina, aqui chamada de Wilma ou Vilma. Em vez disso, ela se junta a Hawkins e dois novos personagens—os detetives Edward Tellet e Barrington Jones—e juntos eles levam sua investigação para a Transilvânia e o Castelo Drácula, auxiliados pela Polícia Secreta Húngara no caminho. Ao contrário de Drácula, Van Helsing e seus aliados permanecem na Inglaterra, onde matam Draculitz no retorno de Mina e seu grupo.
Outros novos personagens incluem o Tio Morton de Mina e os aristocratas chamados Príncipe Koromezzo, Condessa Ida Varkony e Madame Saint Amand. O personagem de Renfield não é encontrado em nenhuma das versões nórdicas. Outros personagens originais permanecem intactos e estão entre as vítimas dos vampiros: Holmwood e Seward morrem após serem vítimas de Lucy e da Condessa Vàrkony, respectivamente.
Críticos e estudiosos notaram o erotismo mais óbvio dos Dráculas sueco e islandês: no Guardian, o crítico Colin Fleming escreveu que, onde as metáforas sexuais de Stoker "servem a conceitos mais profundos e sombrios", Makt Myrkranna, "poderia ter o subtítulo Luxúria em uma Capa"; ele observa a preocupação de Draculitz com seios femininos.

### Darwinismo Social e oFin de Siècle
Draculitz não só é responsável pelo culto que se reúne em seu castelo, mas é conhecido por se corresponder com líderes internacionais, incluindo políticos e aristocratas ingleses, para arquitetar a dominação mundial. Várias vezes ele diz que 'o mundo é dos fortes' e protesta que os membros da elite foram reprimidos pela maioria por muito tempo; seu movimento está crescendo, no entanto, e vai dominar o mundo. Seus pontos de vista refletem o darwinismo social, a 'sobrevivência do mais apto' e as ideias de filósofos como Nietzsche, conforme o crescente movimento fascista na Europa iria cada vez mais interpretá-los—ou interpretá-los—mal.
Söhrman observa a sugestão de que o editor do Dagen, Harald Sohlman, pode ter simpatizado com esses pontos de vista, já que mais tarde na vida ele rejeitou o socialismo e se tornou mais politicamente conservador (Elovson, 1953); o fato de Draculitz ser o vilão da história vai contra isso, no entanto, e não apenas o conde é destruído, mas seus associados internacionais compartilham sua punição, morrendo por assassinato e suicídio. Berghorn descreve Poderes como uma sátira, alertando contra as teorias da virada do século que lançariam as bases para a "raça superior" de Hitler. Poderes faz referência a esse zeitgeist diretamente quando Seward cita um tabloide contemporâneo:
A propósito, a seção de telegramas do jornal anuncia várias notícias estranhas – comportamento lunático e motins mortais, organizados por antissemitas, tanto na Rússia e na Galícia quanto no sul da França – lojas saqueadas, pessoas mortas – insegurança geral de vida e propriedade – e os contos mais fabulosos sobre "assassinatos rituais", crianças raptadas e outros crimes indescritíveis, todos os quais são atribuídos com seriedade aos judeus pobres, enquanto jornais influentes estão instigando uma guerra de extermínio abrangente contra os "israelitas". Você pensaria que isso está no meio da Idade das Trevas!
Junto com o fascismo crescente, o Fin de siècle viu um crescimento em novas religiões esotéricas, tais como a Teosofia e a Ordem Hermética da Aurora Dourada, e Berghorn também vê esses movimentos satirizados nos rituais ocultos pagãos do culto de Draculitz.

### O East End, Jack, o Estripador e os Assassinatos do Torso do Tâmisa
Bloom observou o papel proeminente que o então notório East End de Londres desempenha em Poderes. No final do século XIX, a área, que Bloom descreve como a "fronteira selvagem" da Grã-Bretanha, era associada à pobreza, doenças e crimes, especialmente prostituição. Ele argumenta que as alusões no texto sugerem que os autores ou tradutores escandinavos queriam vincular Draculitz ao assassino em série vitoriano Jack, o Estripador, cuja onda de assassinatos ocorreu no distrito de Whitechapel em 1888.
De Roos afirma que a conexão do Estripador é amplamente baseada na tradução incorreta de Dalby de 1986 do prefácio islandês, por sua vez uma versão abreviada do prefácio sueco. Onde a versão de Dalby diz que "os assassinatos de Jack, o Estripador ... entraram na história [de Poderes das Trevas] um pouco mais tarde", De Roos corrige para "os assassinatos de Jack, o Estripador ... aconteceram um pouco mais tarde." À luz desta linha do tempo revisada, De Roos vê uma referência aos chamados Assassinatos do Torso do Tâmisa de 1887 na seguinte passagem de Poderes:
"Sim" – ele disse sem fôlego e o fogo quase queimou em seus olhos – "sim, esses crimes, esses assassinatos terríveis, essas mulheres assassinadas, essas pessoas encontradas em sacos no Tâmisa, esse sangue, que corre, que corre e corre, enquanto o assassino não pode ser encontrado."
Bloom—quem, deve-se notar, estava comentando sobre o texto islandês antes que a existência de sua fonte sueca fosse amplamente conhecida—também observa semelhanças entre as descrições das seguidoras de Draculitz e o estereótipo contemporâneo das "exóticas" prostitutas Asquenazes judias cujas complexidades sombrias e a percebida voluptuosidade as fizeram populares entre os cafetões do East End.

## História da publicação

### Mörkrets makter(Suécia)
Mörkrets Makter foi publicado pela primeira vez como uma série no jornal de Estocolmo, Dagen, de 10 de junho de 1899 até 7 de fevereiro de 1900. Uma segunda serialização ocorreu entre 6 de agosto de 1899 e 31 de março de 1900 no Aftonbladets Halfvecko-Upplaga, duas vezes por semana, uma edição tabloide rural do jornal irmão nacional de Dagen, Aftonbladet. Enquanto a variante Dagen tinha quase o dobro do romance de Stoker—300,000 palavras em comparação com 160,000—esta segunda variante tinha um final abreviado e chegava a apenas 107,000 palavras. A versão mais longa do Dagen foi republicada na popular revista Tip-Top entre 1916 e 1918.

### Makt myrkranna(Islândia)

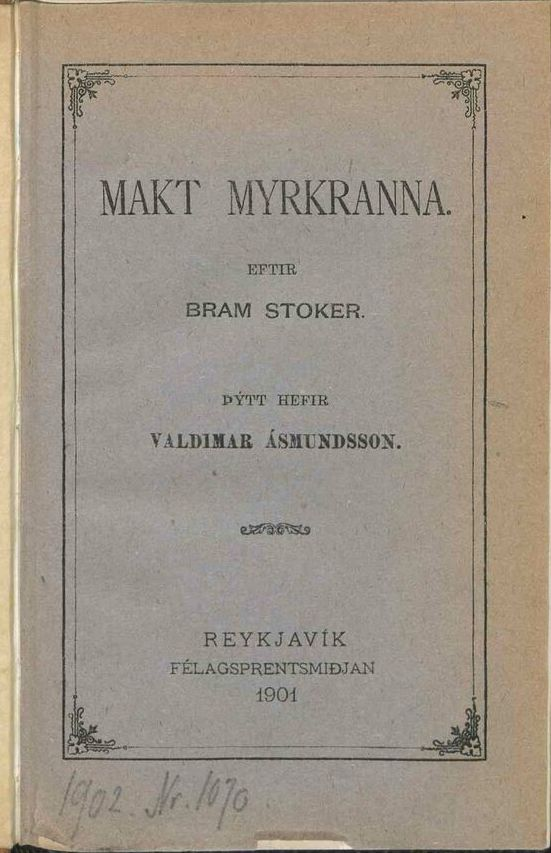
Página título de Makt Myrkranna

A série islandesa, Makt myrkranna, apareceu no jornal de Reykjavik, Fjallkonan, de janeiro de 1900 até março de 1901. Mais tarde, em 1901, foi publicado como um livro sob o nome de Stoker, com a tradução creditada para Valdimar Ásmundsson e a publicação simplesmente para "Nokkrir Prentarar", qual significa "vários editores". Ele encurtou a variante Aftonbladet drasticamente para 47,000 palavras e adicionou referências às sagas islandesas. Onde Mörkrets manteve o formato epistolar do romance de Stoker, Makt o dispensa após a seção da Transilvânia.
Apenas uma crítica contemporânea muito negativa de Makt myrkranna é conhecida, na qual Benedikt Björnsson o descreveu como "lixo sem valor e às vezes até pior do que sem valor, completamente desprovido de poesia e beleza e muito distante de qualquer verdade psicológica".
No entanto, Makt assumiu tal importância cultural em seu país natal que, no século XX, Makt myrkranna se tornou a maneira padrão islandesa de se referir ao mito do Drácula no cinema e na literatura, e o livro foi popular o suficiente para justificar a republicação em 1950 por Hogni. O prêmio literário Nobel Halldór Laxness posteriormente o elogiou como "um dos melhores romances islandeses importados do exterior".

### Redescoberta, reimpressões e traduções
O islandês Makt myrkranna chamou a atenção mundial em 1986, quando o estudioso americano Richard Dalby publicou uma tradução para o inglês do prefácio, supostamente na época escrito pelo próprio Bram Stoker. Ele também supôs que todo o texto, em sua forma de livro publicado em 1901, fosse um simples resumo de Drácula e a primeira tradução estrangeira do texto de Stoker. Todas essas suposições se mostraram questionáveis ou completamente erradas: a primeira tradução estrangeira foi para o húngaro em 1898; o prefácio quase certamente não era de Stoker, e parte dele provavelmente foi plagiado de outra fonte; e era uma versão abreviada, modificada e traduzida de um texto sueco que era uma variante, com acréscimos ao lado de trechos traduzidos de Stoker.
Este último fato era desconhecido até que Hans Corneel de Roos publicou sua tradução em inglês de Makt myrkranna sob o título Powers of Darkness: The Lost Version of Dracula em 2017. Seu trabalho tanto na pesquisa quanto na tradução lhe rendeu um Prêmio Especial Lord Ruthven. O editor sueco Rickard Berghorn contatou De Roos imediatamente após a publicação para informá-lo da existência de Mörkrets Makter, cujas semelhanças e data anterior confirmaram que era a fonte do texto islandês. No mesmo ano, ele republicou o texto original em sueco, como visto pela primeira vez em Dagen, com prefácio de John E. Browning.
Em 2022, William Trimble editou uma nova tradução para o inglês, produzida revisando o manuscrito sueco lido por OCR e, em seguida, executando-o em dois programas de tradução automática, antes de ter os resultados refinados por um tradutor sueco humano e dois editores ingleses. Foi publicado junto com ensaios de Roos e outros estudiosos de Drácula, com a capa trazendo uma tradução direta da página de título original: "Powers of Darkness, by Bram Stoker, Swedish adaptation by A—e."
Pouco depois, no mesmo ano, o falante nativo de sueco Rickard Berghorn publicou sua própria tradução como Powers of Darkness: The Unique Version of Dracula. Foi publicado com um novo ensaio introdutório do tradutor e, apenas para a edição de capa dura, um prefácio do professor Clive Bloom. As edições Trimble e Berghorns reproduziram ilustrações originais de Emil Åberg, que De Roos também publicou em um volume separado, Dracula: The Swedish Drawings (1899–1900). Uma nova edição ilustrada da tradução de Berghorn, limitada a 500 cópias e com prefácio de Dacre Stoker, foi publicada pela Centipede Press como Powers of Darkness: The First Dracula no final de 2022.
Em 2021, a editora brasileira Clepsidra, em parceria com as editoras Ex Machina  e as editoras nórdicas Sagarana Forlag (Islândia) e Aleph Bokförlag (Suécia), lançou uma campanha de financiamento coletivo na plataforma Catarse para publicar versão em português do romance. O livro foi publicado em 2023, com tradução de Luciano Dutra. Em 2025, a editora fez uma nova campanha para republicar o livro.

## Autoria e fontes
Antes de 2017, os estudiosos geralmente presumiam que Poderes das Trevas era baseado principalmente no próprio trabalho de Stoker, sendo traduzido diretamente de Drácula ou baseado em suas notas preparatórias e primeiros rascunhos. Uma vez que ficou claro que o sueco Mörkrets makter antecedeu e serviu como fonte do islandês Makt myrkranna, o consenso acadêmico gradualmente começou a lançar dúvidas sobre o envolvimento de Stoker (De Roos 2021).

### Identidade de A—e
A série de jornal de 1899 identifica a história como uma "adaptação" (bearbetning sueca), em vez de uma tradução, per se, por alguém chamado "A—e."
As primeiras sugestões de que as iniciais estão conectadas a Valdimar Ásmundsson, creditadas para Makt myrkranna, agora devem ser rejeitadas, pois pesquisas posteriores provaram que a variante sueca é anterior à islandesa.
Berghorn rapidamente rejeitou a sugestão de De Roos de que significava "editor do Aftonbladets", já que a palavra sueca para "editor" seria redaktör. Mais recentemente, De Roos propôs que as iniciais representassem Albert Andersson-Edenberg (1834-1913), um jornalista sênior e associado do editor do Dagen, Sohlman, que escrevia sob pseudônimos como "A.-E.", "A.E." e "A.E-g." e ocasionalmente traduzia do inglês. Ele reforça seu argumento identificando frases peculiares usadas em ambos os Poderes e nas obras publicadas de Andersson-Edenberg, como "verdadeiras Valquírias das terras altas da Baviera". Berghorn rejeitou muitos dos exemplos de semelhanças de De Roos como coincidências e mal-entendidos. 
Berghorn argumenta que A—e deve ser um ou vários teosofistas suecos na tradição de Helena Blavatsky, já que muitas das cenas adicionais são claramente inspiradas pela Teosofia. A assinatura A—e era usada em escritos espiritualistas e teosóficos da época, mas não pode ser encontrada em nenhum outro lugar nas publicações suecas. Ele faz a suposição de que o tradutor sueco, socialista, teosofista, colaborador do Dagen e filósofo Axel Frithiof Åkerberg, e seu bom amigo e colaborador, o tradutor Victor Pfeiff, estavam por trás da assinatura.

### Envolvimento de Stoker
Os pesquisadores propuseram várias maneiras pelas quais o próprio Stoker poderia estar envolvido na criação de Poderes. No início do estudo de Makt myrkranna, De Roos, sem saber da fonte sueca anterior do texto, identificou várias semelhanças entre ele e as anotações de Bram Stoker, como um "quarto secreto—colorido como sangue" e os personagens da silenciosa governanta e um inspetor policial. De Roos sugere várias maneiras pelas quais o tradutor islandês Valdimar Ássmundsson pode ter sido apresentado ao autor de Drácula, inclusive por meio de amigos literários em comum, como Mark Twain, Hall Caine e Frederic WH Myers, mas ele não encontra nenhuma evidência de correspondência entre Ássmundsson e Stoker. De qualquer forma, a redescoberta do original sueco prova que as novas ideias em Poderes não se originaram com Ássmundsson, então nenhuma conexão é necessária.
Em 2016, o biógrafo de Stoker, Skal, deu seu apoio à teoria de que Poderes foi baseado em um rascunho inicial perdido de Drácula, novamente apontando semelhanças com as anotações de Stoker. No ano seguinte, Berghorn apontou paralelos com o Dracula's Guest de Stoker, publicado postumamente, argumentando que este era um rascunho inicial de Drácula e, por sua vez, uma fonte de Poderes; o "estilo florido" e o personagem da Condessa Dolingen de Gratz são nomeados , entre outras semelhanças. Berghorn qualifica suas reivindicações, no entanto, apontando para referências em Poderes para eventos atuais (motins antissemitas na França, a chamada conspiração de Orlean) e tecnologia (o cinematógrafo) que teriam que ser posteriores a qualquer rascunho proposto por Stoker e, portanto, deve ter se originado com os autores nórdicos.
As alusões em Poderes para Jack, o Estripador e os Assassinatos do Torso do Tâmisa, tanto no prefácio quanto na própria história, também foram oferecidas como evidência do envolvimento de Stoker. Como um autor ou tradutor escandinavo saberia dos últimos incidentes? De Roos contesta essa teoria: Embora não tenham sido amplamente divulgados na Suécia, os assassinatos no Tâmisa receberam alguma atenção da imprensa escandinava, e um jornalista como Andersson-Edenberg teria tido acesso aos jornais britânicos. As redações de Estocolmo, como as do Dagen, recebiam o London Times e o Telegraph diariamente por telégrafo, por exemplo.

### Falsificação
Em sua biografia de Bram Stoker de 2016, Skal descreve Poderes das Trevas como "fan fiction não autorizada". Em seu artigo de 2020 "Drácula or Draculitz?" Brundan et al levam essa noção adiante, argumentando que o apetite insaciável do público do século XIX por literatura de vampiros significava que as práticas de escritores e editores eram elas mesmas uma espécie de vampirismo, apropriando-se da literatura anterior da mesma forma que Drácula se apropriava dos corpos humanos. O gênero vampiro vitoriano, portanto, é caracterizado exclusivamente por fraude, falsificação e plágio. Citando estudiosos anteriores de Drácula, como Pope, Radick e Wycke, eles demonstram que o próprio Stoker emprestou consideravelmente de histórias de vampiros anteriores, incluindo Der Fremde (O Estranho) de Karl von Wachsmann. Mesmo a história dentro da história inclui fabricação e engano, e contém várias dicas sobre a falta de confiabilidade de evidências documentais supostamente autênticas: Drácula destrói as evidências primárias queimando documentos, por exemplo, muitos dos próprios textos apresentados como prova do conto dentro da história são necessariamente cópias.
Na medida em que afirmam ser traduções, as duas versões nórdicas de Poderes das Trevas são falsificações. Eles não apenas atribuem falsamente a autoria para Stoker e contêm prefácios fraudulentos, mas também emprestam liberalmente de outros escritos, incluindo Carmilla de Sheridan Le Fanu e The Masque of the Red Death e The Facts in the Case of M. Valdemar de Edgar Allan Poe.

## Prefácio e plágio das memórias de Bernhard Wadström
Em 1986, Richard Dalby foi o primeiro a chamar a atenção para o prefácio fora dos países escandinavos, traduzindo pela primeira vez a versão islandesa para o inglês (Dalby 1986). É atribuído diretamente para Bram Stoker e apresenta a história como um relato confiável de eventos reais, mas com nomes alterados para proteger identidades. A versão islandesa termina com a citação de Hamlet de Shakespeare: "Há mais coisas entre o céu e a terra do que sonha a sua filosofia." O prefácio sueco contém várias outras linhas, no entanto, a qual De Roos descobriu foram tiradas quase palavra por palavra das memórias de um pastor luterano, Bernhard Wadström, publicado na Suécia três meses antes de Mörkrets makter.
Outros elementos de Poderes contêm vestígios da influência de Wadström, incluindo a aparição da "Dama Branca" e o céu ardente sendo visto de uma galeria no último andar. De Roos considera isso mais uma evidência de que Stoker não estava envolvido ou mesmo ciente do texto sueco, pois é improvável que ele tenha emprestado ideias de uma publicação sueca.